# Alfred Édouard Richard
Pour les articles homonymes, voir Richard.
Alfred Édouard Richard (Marseille, 4 juillet 1882 - Paris, 29 septembre 1959), est un officier de marine français. 

## Biographie
Il entre à l'École navale en octobre 1899 et en sort aspirant de 2e classe en août 1901. Aspirant de 1re classe (octobre 1902), il embarque sur le croiseur Châteaurenault pour une campagne dans l'Extrême-Orient puis passe, dans les mêmes eaux, sur la canonnière Argus. 
Enseigne de vaisseau (octobre 1904), il sert de 1905 à 1907 sur les croiseurs cuirassés Kléber et Desaix et prend part en 1908 aux opérations du Maroc sur le transport Shamrock. Breveté canonnier cette année-là, il passe sur le croiseur Galilée (1909) puis sur le cuirassé République (1910-1911) et se fait remarquer lors des concours de tirs d'honneur. 
Promu lieutenant de vaisseau (janvier 1912), il sert à l(escadre de la Méditerranée sur le cuirassé Démocratie (1912-1913) et devient en 1913-1914 officier d'ordonnance du ministre de la Marine. Il commande en 1914-1915 un torpilleur à Dunkerque et est cité à l'ordre de la division des flottilles de la Manche. 
De 1916 à 1918, il commande la canonnière Malicieuse et lutte contre les sous-marins. Officier de tir sur le cuirassé Condorcet (1919), il entre à l'École supérieure de marine et en sort major en 1920. 
Capitaine de corvette (avril 1920), il est à l’État-major général de 1921 à 1923 et est nommé chef adjoint du cabinet militaire du ministre. Capitaine de frégate (janvier 1923), commandant du Matelot-Leblanc (1924) et de la 4e escadrille de torpilleurs, il devient en 1926 professeur adjoint à l’École de guerre navale puis, en 1927, chef du 3e bureau de l’État-major général et est promu capitaine de vaisseau en août 1928. 
Commandant du contre-torpilleur Verdun et de la 7e division légère (1929-1931), il sert comme chef d'état-major de la 1re escadre sur les cuirassés Provence et Lorraine en 1931-1932 puis comme chef d'état-major du vice-amiral inspecteur général des forces maritimes en Méditerranée et est nommé contre-amiral en janvier 1934. 
Secrétaire du Conseil supérieur de la défense nationale de 1934 à 1936, il commande de 1937 à 1939 la 3e escadre légère sur les contre-torpilleurs Tartu et Maillé-Brézé et devient vice-amiral en juin 1939. 
Préfet maritime de Cherbourg (mai 1939), il est nommé le mois suivant adjoint de l'amiral Nord à Dunkerque. Membre suppléant du comité directeur de la Revue des questions de défense nationale (novembre 1939), il prend sa retraite en juin 1940. Il meurt le 29 septembre 1959 en son domicile dans le 18e arrondissement de Paris.

## Distinctions
- Commandeur de la Légion d'honneur (28 juin 1935)
  -  Officier de la Légion d'honneur (29 juin 1923)
  -  Chevalier de la Légion d'honneur (11 octobre 1915)